# Convento de Santo Domingo (Balaguer)
El convento de Santo Domingo (en catalán: convent de Sant Domènec) fue fundado en la ciudad de Balaguer en 1323, con licencia del papa Juan XXII solicitada por el rey Jaime II de Aragón, para la orden dominicana.

## Descripción
La iglesia es de estilo gótico catalán, con planta de una sola nave, capillas laterales y ábside de siete caras. Algunos elementos son de los siglos XV y XVI (ventanales flamígeros, bóvedas y el rosetón del ábside). El claustro es del siglo XV, similar al de San Francisco de Mallorca.
Frente a la iglesia hay una cruz de término gótica, profusamente historiada.

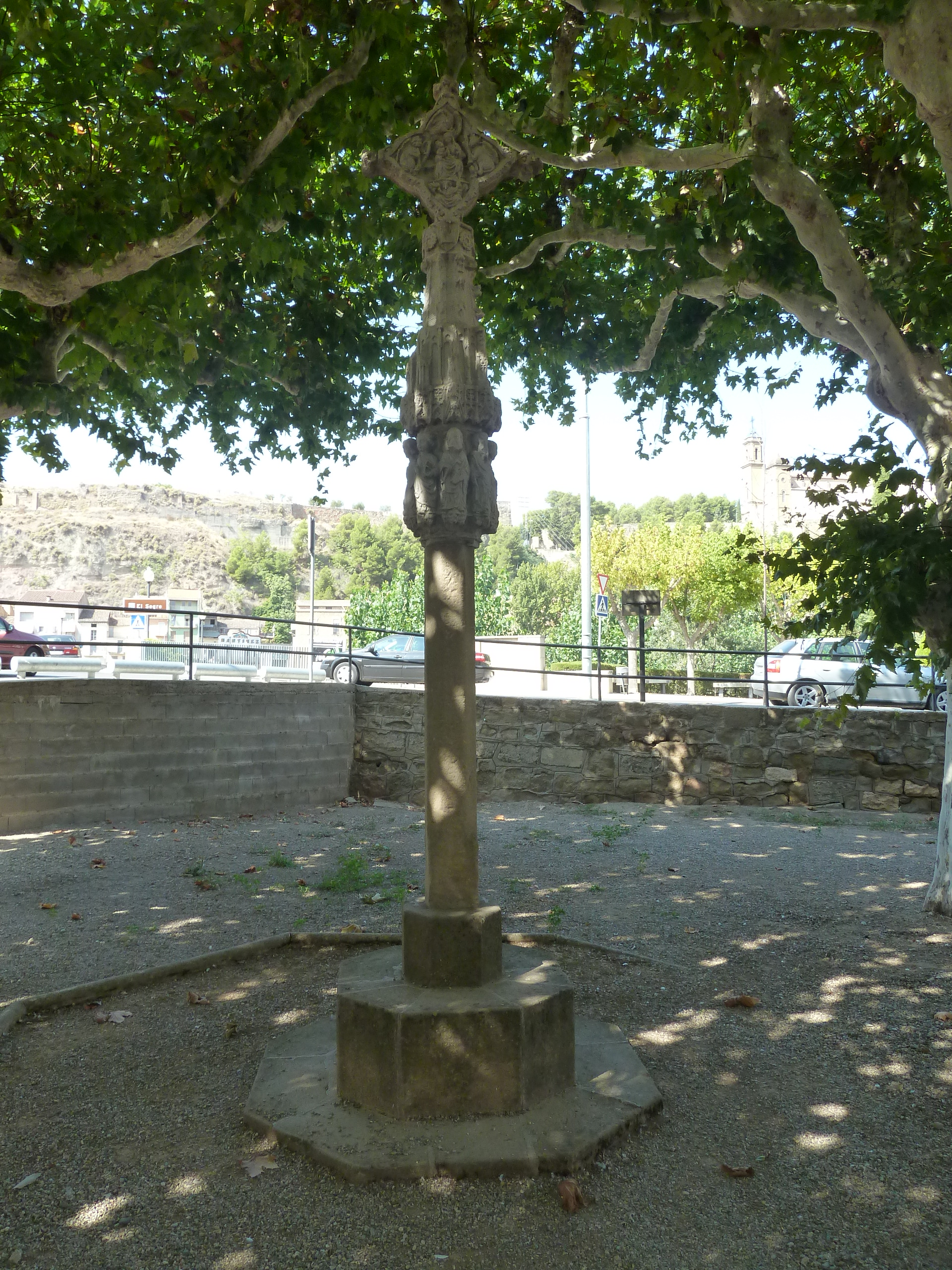
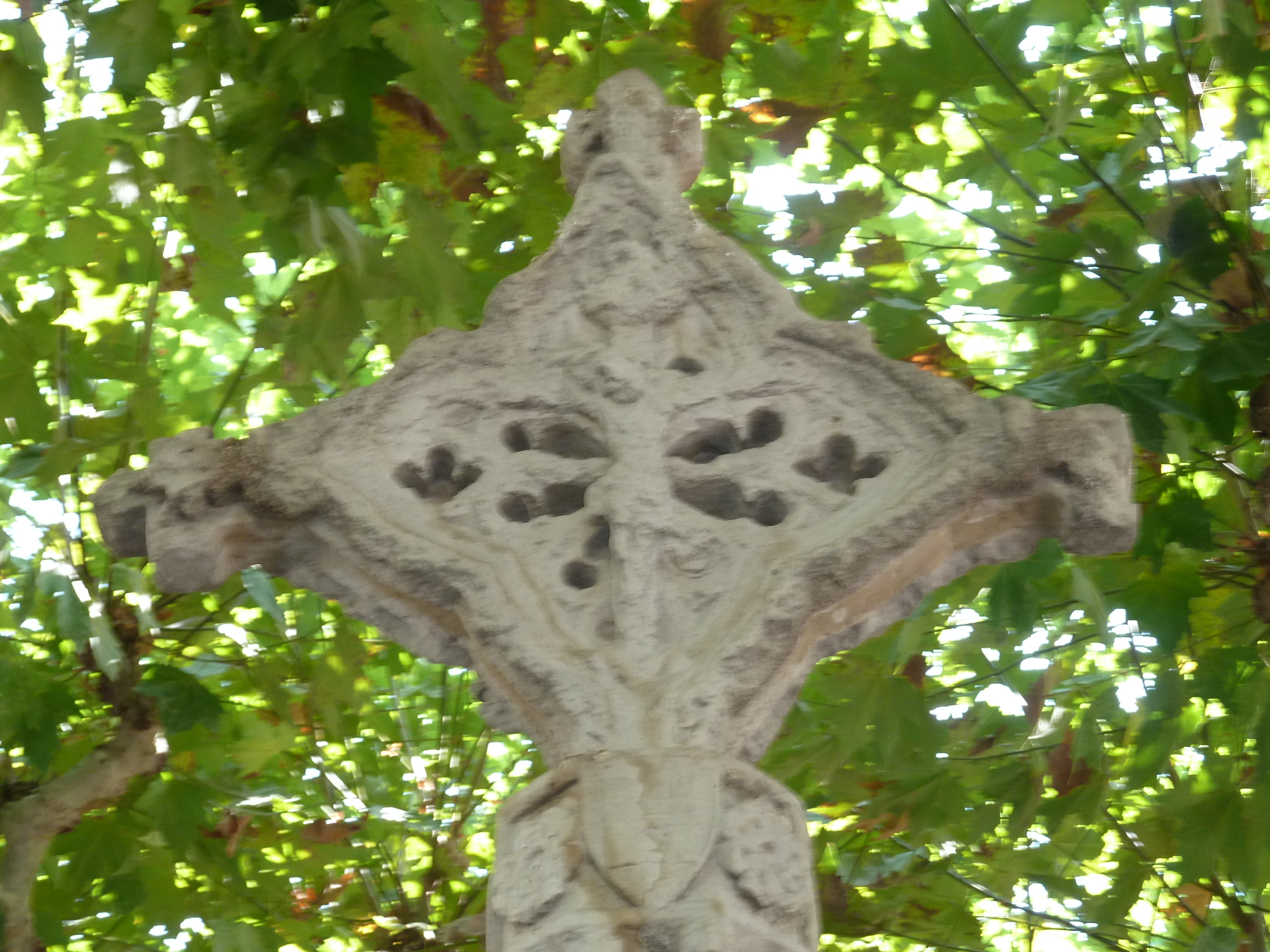
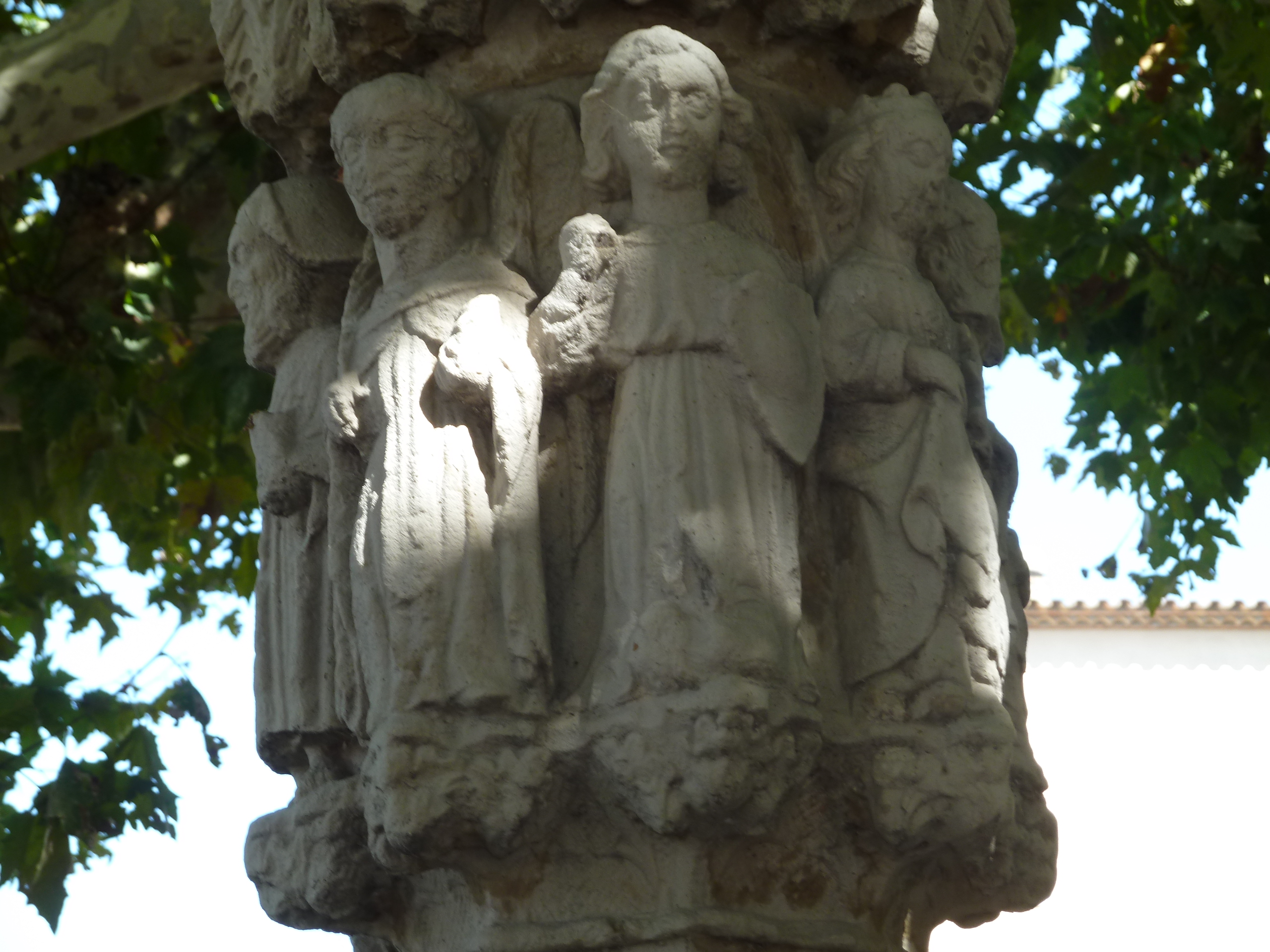

En 1413 fue destruido por la guerra (revuelta del conde de Urgel), y fue reconstruido. También sufrió la guerra de Sucesión (se destruyeron dos capillas y la fachada gótica), la guerra de los Siete Años y la Guerra de Independencia. Con la exclaustración y desamortización decayó y fue cambiando de ocupantes: casa de beneficencia en 1849, casa de misiones jesuitas en 1853, hospital en 1868, cuartel en 1872 y monasterio franciscano desde el 12 de octubre de 1881. En la actualidad acoge distintos usos sociales y educativos.
Fue declarado monumento histórico-artístico en el año 1966.